# Mária Kolesárová
Mária Kolesárová (* 24. června 1944) byla slovenská a československá politička a bezpartijní poslankyně Sněmovny národů Federálního shromáždění za normalizace.

## Biografie
K roku 1976 se profesně uvádí jako členka JZD. Ve volbách roku 1976 zasedla do slovenské části Sněmovny národů (volební obvod č. 138 - Sobrance, Východoslovenský kraj). Ve Federálním shromáždění setrvala do konce funkčního období, tedy do voleb roku 1981.